# Borivoj Jurković
Borivoj Jurković (Sarajevo, 25. ožujka 1928. – Zagreb, 4. lipnja 2006.), hrvatski novinar, prevoditelj, pisac, enigmatičar.

## Životopis
Rođen 25. ožujka 1928. godine u Sarajevu, studirao je arhitekturu u Zagrebu, od 1952. radio u Zagrebačkom tjedniku, Radio Zagrebu, Filmskom vjesniku i Globusu. Od 1959. do umirovljenja 1992. godine radio je u novinskoj kući Vjesnik kao novinar i urednik u revijalnim izdanjima Svijet, Studio, Izbor, Start, Trag, Zov strip, Popaj, RS magazin i drugima; godine 1974. – 84. bio je glavni urednik Redakcije Romani i stripovi, u čijem je okrilju izlazio Sirius.
Jurković je pokrenuo i uređivao Sirius od 1. do 108. broja, prevodio strane novele za Sirius, a također je pisao znanstvenu fantastiku; objavio je oko stotinu novela i kratkih priča u Areni, Dometima, Studiju i Siriusu, katkad koristeći pseudonim Pineas Runner.
Vjerojatno je najzaslužniji za razvoj znanstvene fantastike u Hrvatskoj i bivšoj Jugoslaviji. Za te zasluge je 1986. primio SFerinu povelju. Teško je precijeniti njegovu važnost i utjecaj: stajao je na čelu visokoprofesionalnog časopisa koji je ne samo objavljivao klasike i recentnu produkciju ZF-a, već je sustavno poticao domaće stvaralaštvo. Časopis Sirius ostao je njegovo najveće životno djelo, a Borivoj Jurković ostaje zapamćen kao jedan od velikana hrvatske znanstvene fantastike.
Za svoj žurnalističko-publicistički rad odlikovan je Ordenom zasluga za narod sa srebrnom zvijezdom 1978. godine, a 2005. uvršten je u "Hrvatski biografski leksikon"